# Vladimir Alekseevič Solovëv
Vladimir Alekseevič Solovëv (Mosca, 11 novembre 1946) è un cosmonauta sovietico.
Fece una missione a lunga durata nello spazio a bordo della stazione spaziale Saljut 7 che raggiunse con la Sojuz T-10. Fece il suo ritorno sulla terra dopo oltre 236 giorni in orbita a bordo della Sojuz T-11. Tornò nello spazio con la Sojuz T-15 e soggiornò a bordo della Mir.